# Rebella

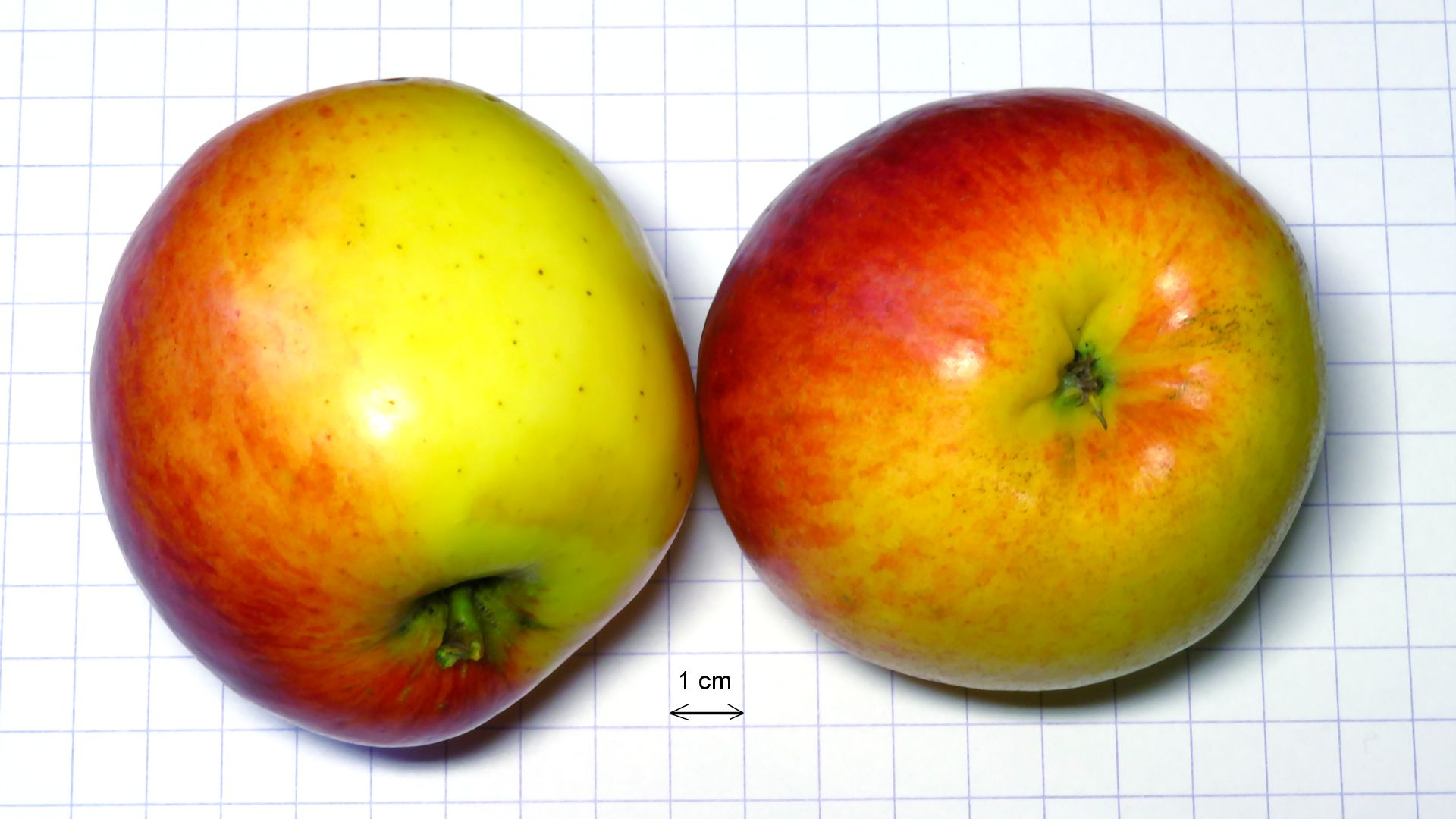
Pommes REBELLA

Rebella est un cultivar de pommier domestique.
Nom botanique: Malus domestica Borkh rebella

## Droits
REBELLA est une variété enregistrée au registre de l'Union européenne, donc protégée particulièrement dans les pays qui en font partie;
- Numéro de variété: 10198
- Date d'inscription: 15/02/2002
- Demandeur: BUNDESANSTALT FÜR ZÜCHTUNGSFORSCHUNG AN KULTURPFLANZEN

Variété protégée localement depuis 1997

## Description

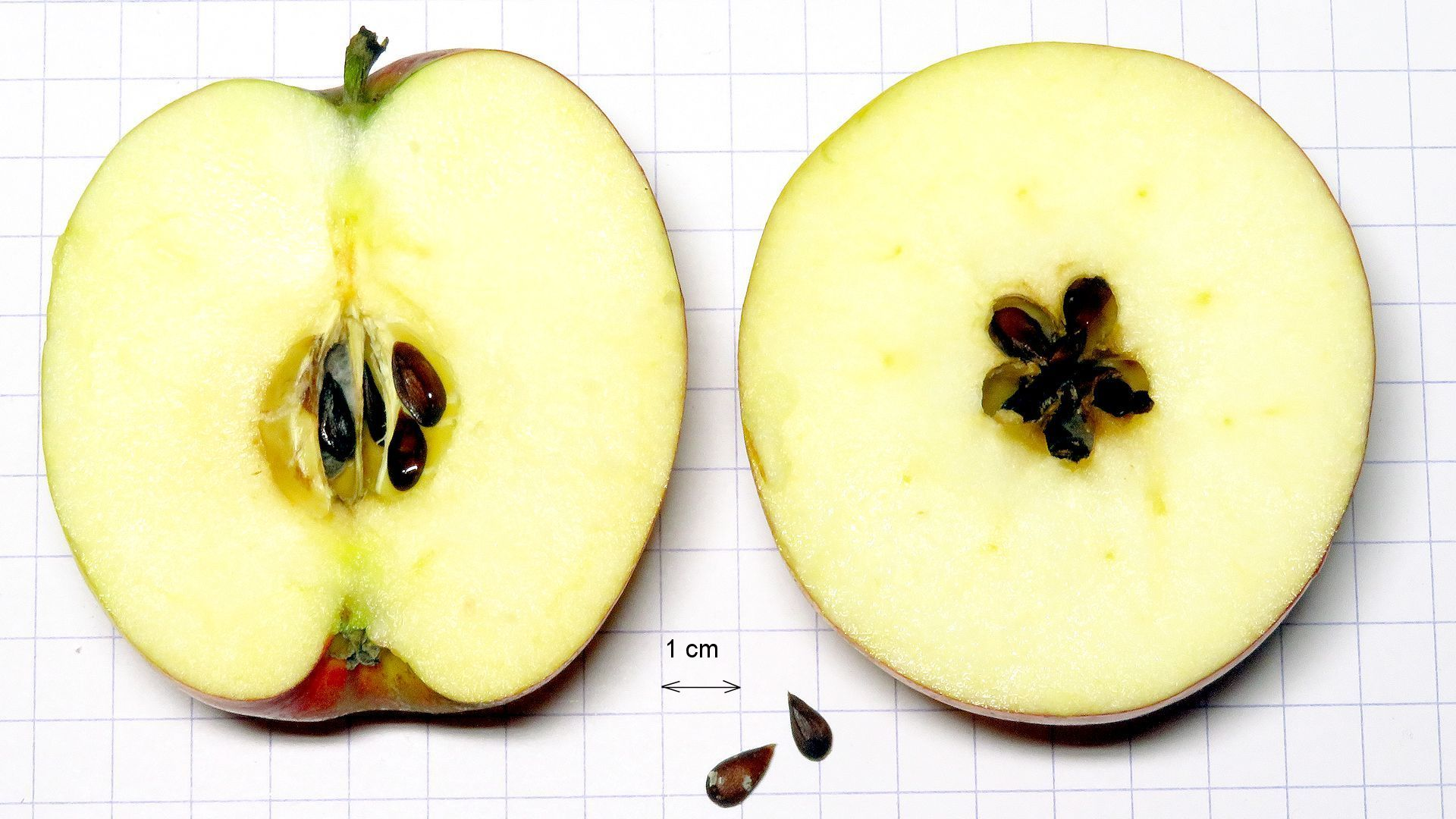
REBELLA: coupes axiale et transversale

- Épicarpe: rouge à fond jaune.
- Calibre: moyen.
- Chair: tendre, juteuse, jaune

## Origine
Institut de Dresde-Pillnitz, Allemagne.

## Parenté
Croisement : Golden Delicious x Remo (James Grieve x BX44,14)

## Pollinisation, germination et fécondation
Variété diploïde.
- Groupe de floraison: C[3].
- Variétés pollinisatrices : Pia, Piflora, Pingo, Pinova, Pirol, Reanda, Reglindis, Retina, Rewena, James Grieve, Idared

## Susceptibilités et résistances diverses - Maladies
Le cultivar Rebella est multirésistant.
- Tavelure: résistant
- Mildiou: résistant
- Feu bactérien: résistant
- Flétrissement bactérien des feuilles: résistant
- Acariens: résistant
- Gelées tardives: résistant

## Culture
- Porte-greffe: M26 pour basse-tige.
- Cueillette: entre la mi et la fin septembre.
- Consommation octobre à début novembre.

Tendance naturelle à la forme fuseau.
La multirésistance du cultivar aux maladies permet de réduire les traitements. Cette variété est donc assez respectueuse de l'environnement, notamment en ce qui concerne le cuivre non dégradable contenu dans la bouillie bordelaise.